# عبد الله بن الحسين الرسي
أبي محمد عبد الله بن الحسين بن القاسم بن إبراهيم الرسي المعروف بصاحب الزعفرانة (؟؟؟؟ - بعد 300 هـ) عالم، مجتهد، ومفسر، قدم اليمن مع أخيه الإمام يحيى بن الحسين ، وكان من أعلم أهل زمانه، وأخباره كثيرة، مبثوثة في كتاب سيرة الإمام الهادي ، وهو أحد الرجال الأشداء الذين كان يعتمد عليهم الإمام الهادي في إدارة معاركه ويؤمِّرهم على البلدان، وله وقائع مشهورة مع القرامطة. وهو مؤلف كتاب الناسخ والمنسوخ من القرآن.

## حياته

### نسبه وعائلته
هو: الإمام الأعظم الأمير عظيم الشأن صاحب الزعفرانة الحافظ عالم آل محمد  عبد الله  بن الحسين بن القاسم الرسي بن إبراهيم طباطبا بن إسماعيل بن إبراهيم بن الحسن عليهم السلام بن الحسن رضي الله عنه بن علي رضي الله عنه بن أبي طالب بن عبد المطلب بن هاشم بن عبد مناف بن قصي بن كلاب بن مرة بن كعب بن لؤي بن غالب بن فهر بن مالك بن النضر بن كنانة بن خزيمة بن مدركة بن إلياس بن مضر بن نزار بن معد بن عدنان بن إسماعيل بن إبراهيم عليهما أفضل الصلاة والسلام.
وأمه هي السيدة: أم الحسن فاطمة بنت الحسن بن الإمام محمد البربري الناهض بأمر الله بن سليمان بن داود  بن الحسن عليهم السلام بن الحسن رضي الله عنه بن علي رضي الله عنه بن أبي طالب بن عبد المطلب بن هاشم بن عبد مناف بن قصي بن كلاب بن مرة بن كعب بن لؤي بن غالب بن فهر بن مالك بن النضر بن كنانة بن خزيمة بن مدركة بن إلياس بن مضر بن نزار بن معد بن عدنان بن إسماعيل بن إبراهيم عليهما أفضل الصلاة والسلام.
وأمها هي السيدة: أم الحسن فاطمة بنت الحسين بن عبد الله بن الحسن بن  زيد  عليهم السلام بن الحسن رضي الله عنه بن علي رضي الله عنه بن أبي طالب بن عبد المطلب بن هاشم بن عبد مناف بن قصي بن كلاب بن مرة بن كعب بن لؤي بن غالب بن فهر بن مالك بن النضر بن كنانة بن خزيمة بن مدركة بن إلياس بن مضر بن نزار بن معد بن عدنان بن إسماعيل بن إبراهيم عليهما أفضل الصلاة والسلام.

### هجرته وأخيه يحيى الهادي إلى بلاد اليمن
في عام 288 هجرية هاجر مع أخيه الإمام يحيى إلى اليمن وعمره ما بين 34 إلى 38 سنة، هاجروا إليها بسبب الفتن التي كانت باليمن، التي كانت بسبب القرامطة الشيعة الذين أثاروا فيها الفساد، وقد هاجروا إليها طلبا من أهل اليمن، وكانت بلاد اليمن تحت سيطرته على أفضل وجه، من ميزات أخيه الإمام يحيى وصفاته أنه إمام عادل عابد زاهد تقي، وكان أخيه الإمام يحيى يعتمد عليه في كل شيء، وكان عبد الله بالنسبة إلى أخيه الأكبر الإمام يحيى الهادي إلى الحق ذراعه الأيمن في كل شيء، وكانت اليمن في عهديهما في أفضل حال.

## صفاته
يتصف الإمام عبد الله بن الحسين بن القاسم الرسي بالشجاعة والجسور، وحدة الذكاء والدهاء، ويتصف أيضا بالورع والتقوى والزهد وغيرها من الصفات العظيمة والجميلة.
وبالرغم من هذه الصفات العظيمة الجميلة إلا أن أعظم ما يميز الإمام عبد الله بن الحسين بن القاسم الرسي عن غيرها من الصفات هي العلم وسعته، فلقد كان الإمام عبد الله بن الحسين بن القاسم الرسي عليهم السلام أحد كبار علماء الزيدية في زمانه وألف العديد من الكتب الدينية ومنها الناسخ والمنسوخ.
كان الإمام عليه السلام بدويا، محب للبداوة مثل أبائه وأجداده وأخيه، وذريته أيضا تمسكت بالبداوة عبر الزمن والسنوات حتى في الزمن الحاضر، فمن ذريته الأشراف الحمزيون الرسيون أشراف بلاد اليمن (الذين كانوا ملوكا وأئمة للزيدية على بلاد اليمن منذ قرون) المنتشرين بها وبالمملكة العربية السعودية ، والأغلب منهم مازالوا على البداوة.

## أبرز أعماله
1. استخلفه الهادي على صنعاء بعد دخولها يوم الجمعة (21/1/288هـ)؛ إذ خرج إلى (يحصب) و(رعين).
2. عيَّنه قائداً للحملة التي وجهها من صعدة لمحاربة وتأديب أبي الدعيس الشهابي، وذلك في ربيع الآخر من سنة (285هـ)، وخرج من تلك المهمة منتصراً؛ إذ عاد إلى أخيه الهادي في يوم الخميس الأول من جمادي الأول من السنة المذكورة.

## حروبه مع القرامطة
أكثر حروب الإمام عبد الله بن الحسين بن الإمام القاسم الرسي كانت ضد القرامطة الشيعة، فكان يفتك بهم شر تفتيك، وكان يهزمهم شر الهزيمة، انتدبه الهادي عدة مرات إلى الحجاز، أحياناً لمراجعة مشائخه، وأحياناً أخرى في مهمات خاصة وأخرى لجلب عدة وعتاد، وفي إحدى تلك المهمات رجع ومعه عدد من الفرسان الهاشميين، والذين كانوا مع الطبريين أقوى فرقة في جيش أخيه الهادي أثناء صراعه مع القرامطة.
وقد قتل الإمام عبد الله بن الحسين بن الإمام القاسم الرسي عليهم السلام زعيم القرامطة والمدعي للنبوة الملحد علي بن الفضل القرمطي الشيعي الباطني الإسماعيلي وبقتله إنتهت فتنة القرامطة باليمن.

## وفاته
كان مع أخيه في نجران سنة 295هـ، لما قتل ابن بسطام؛ إلاَّ أنه بعد هذا التاريخ لا يذكر له خبر في السيرة المذكورة؛ نظراً لوفاة المؤلف، ومن خلال المصادر المتوفرة فأن هناك شبه إجماع أنه توفي بعد سنة 300هـ، كان بعد وفاة أخيه الإمام يحيى إلى الحق يساعد ابن أخيه الإمام محمد بن يحيى المرتضى لدين الله في كل شؤونه، وحتى في حربه ضد القرامطة الشيعة إلى أن توفي بعد سنة 300هـ.

## أبناءه
له من الأولاد:
من السيدة بدر بنت سليمان بن الإمام القاسم الرسي بن إبراهيم طباطبا:
1. يحيى أبا الحسين (يلقب بالعالم وبنجم آل الرسول وبعماد الدين، وهو جد الإمام حمزة بن أبو هاشم الحسن الرسي)

- من قريبة بنت القاسم بن كامل من بني عامر بن عكرمة من بني قيس عيلان بن مضر:

1. الحسن أبا محمد

- من أم ولد:

1. إبراهيم أبا الحسن (يلقب بالمنتصر)

- من أم ولد تدعى ياسي:

1. إسحاق(وعقبه أمة ببادية الحجاز)

- من أم ولد تدعى عاذل:

1. الحسين أبا عبد الله

- من أم ولد تدعى منتصر:

1. القاسم أبا محمد.

1. سليمان أبا محمد.

1. علي أبا الحسن.

## مما قيل فيه
مؤلف كتاب (مطلع البدور) قال: عبد الله بن الحسين المسمى صاحب الزعفرانه؛ لرواية بعض الصالحين أنه عاتبه في ترك زيارته، مع أنه لم ينبت الزعفران في قبر أحد غيره.
كان عالماً مستجمعاً لخصال الفضل، وجعلها العلماء أحد فضائل يحيى بن الحسين، وقالوا: حسبه مطاوعة عبد الله له على جلالة قدره، فإنه من أعلم أهل زمانه وأفضلهم، وله كتاب (الناسخ والمنسوخ).
وتوفي باليمن في تاريخ: [بشر] وقبره بصعدة، وعمر عليه قبة الأمير الأعظم [بشر] بن الحسين الحمزي، وهو من عقِبِه؛ لأن جميع الحمزات من نسله.
مؤلف الطبقات: ترجم له بقوله: عبدا لله بن الحسين بن القاسم بن إبراهيم بن إسماعيل بن الحسن بن الحسن بن علي بن أبي طالب الحسني، أبو الحسين، مؤلف (الناسخ والمنسوخ في القرآن)، روى عن أبيه عن جده، ومن طريقهما أخذ علم ( العدل والتوحيد)، كما حققه المنصور بالله، وروى عنه ولده الحسين بن عبدا لله، وروى عنه أيضا عبد الله بن محمد بن القاسم عليهم السلام، قال محمد بن سليمان: هو عبد الله بن الحسين، البارع في العلم، الناظر في جميع اللغة، القائم بمعاني الأئمة، وهو من عدول أهل البيت عليهم السلام يعرف بالورع والفضل، قال عنه ابن عنبة: ( أما الحسين بن القاسم) فأعقب من رجلين: يحيى الهادي، وأبو محمد، عبد الله السيد العالم، وأمهما فاطمة بنت الحسن بن محمد بن سليمان بن داود بن الحسن بن الحسن بن علي عليهم السلام .
قال: (وله عقب كثير بالحجاز، ومنهم يحيى بن عبد الله، ومن ولده حمزة بن الحسن بن عبد الرحمن بن يحيى المذكور، ويقال لولده: بنو حمزة باليمن، منهم أئمة الزيدية هناك إلى الآن). انتهى. قال المنصور بالله: ( ولا نفرق في جميع أنساب الطالبيين، ونفخر بها وسفرها وكتبها، وجرائدها لا بالعلم، ولا يؤخذ ذلك لغيره، وكنا بذلك شاهدين بفضله، وكذلك رأيته في الكتب الخارجة من خزانة صاحب بغداد، وفيما كان من مصر وغيرها من الأمصار، وله كتاب (الناسخ والمنسوخ)، ليس في الكتب الموضوعة في الناسخ والمنسوخ مثله، وأحواله في العدل والتوحيد معلومة في تصانيفه، ومما استدلت الزيدية المهدية على إمامة يحيى بن الحسين الهادي للحق، تسليم أخيه عبد الله بن الحسين العالم الأمر له، واعتقاده وجهاده بين يديه، أخذ العلم عن أبيه الحسين بن القاسم الحافظ) . انتهى.
قال القاضي: ( ورد مع الهادي اليمن، وسمي صاحب الزعفرانة، وتوفي بصعدة، عليه قبة، وقبره بها معروف مشهور)، شيدها، أي القبة: بشر بن الحسن الحمزي، وكان موته بعد الثلاثمائة.
وترجم له يحيى بن الحسين بن القاسم بن محمد ت(1099هـ)، في كتابه ( المستطاب في طبقات علماء الزيدية الأطياب)، المشهور بطبقات الزيدية الصغرى، وقال: الشريف عبد الله بن الحسين صنو الإمام الهادي من علماء الهدوية الأجلاء، وكان مناصراً لأخيه، ومعاضداً له، وله وقائع مع القرامطة، وله مؤلفات، من أشهرها ( الناسخ والمنسوخ)، وهو كتاب مفيد، معتمد عند علماء الزيدية، وهذا السيد إليه ينسب الأشراف الحمزات، ومنهم الإمام المنصور عبدا لله بن حمزة، وجميع عمومته.
كما ترجمه مؤلف الجواهر المضيئة ترجمة(536/15)، والحبشي في مصادره ص(15)، ومؤلف معجم المفسرين (1/306)، ومعجم المؤلفين(6/48) وغيرهم، معتمدين في معلوماتهم على المصادر الأساسية السابقة(انظر مصادر ترجمته).

## شيوخه وتلاميذه
أخذ العلوم على عدة مشائخ الحديث وعلومه، ومسائل العدل والتوحيد، عن أبيه عن جده، وعمه العلامة محمد بن القاسم بن إبراهيم الرسي المتوفى سنة (284هـ)، وعن أخيه الهادي، وعمه الحسن بن القاسم وغيرهم، ومن طريق المؤلف وأبيه وجده وأخيه الهادي أُخِذَ علم العدل والتوحيد، كما حققه الإمام المنصور عبد الله بن حمزة.
من روى عنه:
روى عنه ولده الحسين، وكذا عبد الله بن القاسم وغيرهم.
نعته ومكانته العلمية:
نعته كل من ترجم له بالعلم والفضل؛ إذ يقول عنه الحافظ محمد بن سليمان: هو عبد الله بن الحسين البارع في العلم، المناظر في جميع اللغة، القائم بمعاني الأئمة، وهو من عدول أهل البيت عليهم السلام يُعرف بالورع والفضل، ويقول عنه ابن عنبة: السيد العالم.
أما مكانته العلمية، فقد وصل إلى مكانة علمية لاتقارن بسواها في حينه. قال ابن أبي الرجال: كان عالماً مستجمعاً خصال الفضل، وقال صاحب (المستطاب): من علماء الهدوية الإجلاء، وقال عنه الحبشي: وكان أعلم أهل زمانه، وقال عنه الإمام عبد الله بن حمزة: ومما استدلت به الزيدية المهدية على إمامة يحيى بن الحسين (الهادي إلى الحق) تسليم أخيه عبد الله بن الحسين -العالم- الأمر له، واعتقاده وجهاده بين يديه.....إلخ، وقال عنه القاسمي في (الجواهر المضيئة): كان عالماً كبيراً مجاهداً صابراً، وخلاصة القول: أن المترجم له كان حجة، عالماً، زاهداً، شاعراً، فارساً، فقيهاً، أعلم أهل زمانه.